# Opsilia badenkoi
Opsilia badenkoi är en skalbaggsart som först beskrevs av Aleksandr Sergeievich Danilevsky 1988.  Opsilia badenkoi ingår i släktet Opsilia och familjen långhorningar.
Artens utbredningsområde är Kazakstan. Inga underarter finns listade i Catalogue of Life.